# Big Horn (Wyoming)
Big Horn es un lugar designado por el censo ubicado en el condado de Sheridan en el estado estadounidense de Wyoming. En el año 2010 tenía una población de 490 habitantes y una densidad poblacional de 67.12 personas por km².

## Geografía
Big Horn se encuentra ubicado en las coordenadas 44°40′16.13″N 106°58′25.72″O / 44.6711472, -106.9738111. Según la Oficina del Censo, la localidad tiene un área total de 7,3 km² (2,8 mi²), de la cual 7,3 km² (2,8 mi²) es tierra y 0 km² (0 mi²) (0.0%) es agua.

### Localidades adyacentes
El siguiente diagrama muestra a las localidades en un radio de 68 kilómetros (42,3 mi) de Big Horn.

## Demografía
En el 2000 la renta per cápita promedia del hogar era de $52.344, y el ingreso promedio para una familia era de $56.875. El ingreso per cápita para la localidad era de $23.217. En 2000 los hombres tenían un ingreso per cápita de $50.938 contra $25.625 para las mujeres. Alrededor del 1.2% de la población estaba bajo el umbral de pobreza nacional.